# Urs Dietrich
Urs Dietrich (* 18. Oktober 1958 in Visp) ist ein Schweizer Tänzer und Choreograf, der in Deutschland arbeitet.

## Leben
Urs Dietrich absolvierte zunächst eine Ausbildung in Textildesign. Danach studierte er von 1981 bis 1985 Tanz an der Folkwang Hochschule Essen, führte sein Studium 1986 mit einem Stipendium des Nordrhein-Westfälischen Kultusministeriums in New York fort und begann mit seiner Arbeit im Folkwang-Tanzstudio in Essen. Seit 1988 arbeitete er als freischaffender Tänzer und Choreograf. Er kreierte zahlreiche Gruppen- und Solotanzstücke, mit denen er mit Förderung des Goethe-Instituts in europäischen Ländern, in Asien und Nord- und Südamerika gastierte. Im Hebbel-Theater Berlin wurden seine Soloarbeiten „Da war plötzlich … – Herzkammern“ (1995) und „An der Grenze des Tages“ uraufgeführt. Zusammen mit Susanne Linke leitete er 1994–96 das Bremer Tanztheater. Dort wirkte er noch bis 2007 als Hauschoreograf und Künstlerischer Leiter. Seitdem ist er wieder freischaffend tätig.

## Auszeichnungen
Dietrich erhielt neben Stipendien auch Preise, so 1985 den Kurt-Jooss-Preis der Stadt Essen, 1990 den  Förderpreis des Landes Nordrhein-Westfalen, 1999 den Kurt-Hübner-Preis und 2004 den Deutschen Kritikerpreis.

## Schriften
- Eine Choreographie entsteht: Das kalte Gloria, Verlag Die Blaue Eule, Essen 1990, ISBN 978-3892063742.